# Welterbe in Kambodscha

Zum Welterbe in Kambodscha gehören (Stand 2025) fünf UNESCO-Welterbestätten, alle Stätten des Weltkulturerbes. Kambodscha ist der Welterbekonvention 1991 beigetreten, die erste Welterbestätte wurde 1992 in die Welterbeliste aufgenommen. Die bislang letzte Welterbestätte wurde 2025 eingetragen.

## Welterbestätten
Die folgende Tabelle listet die UNESCO-Welterbestätten in Kambodscha in chronologischer Reihenfolge nach dem Jahr ihrer Aufnahme in die Welterbeliste (K – Kulturerbe, N – Naturerbe, K/N – gemischt, (G) – auf der Liste des gefährdeten Welterbes).
| Bild                                                                                                  | Bezeichnung                                                                                           | Jahr | Typ | Ref. | Beschreibung |
| --- | --- | ---- | --- | ---- | --- |
| (weitere Bilder)                                                                                      | Angkor (Lage)                                                                                         | 1992 | K   | 668  | Archäologische Parks Angkor, Roluos und Banteay Srei |
| (weitere Bilder)                                                                                      | Tempel Preah Vihear (Lage)                                                                            | 2008 | K   | 1224 | Hindutempel der Khmer aus dem 10. bis 12. Jahrhundert |
| (weitere Bilder)                                                                                      | Tempelanlage von Sambor Prei Kuk, Archäologische Stätte des alten Ishanapura (Lage)                   | 2017 | K   | 1532 | |
| Koh Ker: Archäologische Stätte des antiken Lingapura oder Chok Gargyar                                | Koh Ker: Archäologische Stätte des antiken Lingapura oder Chok Gargyar                                | 2023 | K   | 1667 | Koh Ker war zusammen mit Angkor die Hauptstadt des Khmer-Reiches. Die Stadt beinhaltet viele Tempel und Heiligtümer Erfüllte Kriterien für Welterbe: ii., iv. |
| Kambodschanische Gedenkstätten: Von Zentren der Unterdrückung zu Orten des Friedens und der Besinnung | Kambodschanische Gedenkstätten: Von Zentren der Unterdrückung zu Orten des Friedens und der Besinnung | 2025 | K   | 1748 | Zwischen 1971 und 1979 errichtete das Regime der Roten Khmer einen mächtigen Repressionsapparat. Folgende drei Orte stehen exemplarisch für die Gräueltaten: das frühere Gefängnis M-13, die zentrale Haftanstalt S-21 in Phnom Penh sowie die Hinrichtungsstätte Choeung Ek. Erfülltes Kriterium für Weltkulturerbe: vi. |

## Tentativliste
In der Tentativliste sind die Stätten eingetragen, die für eine Nominierung zur Aufnahme in die Welterbeliste vorgesehen sind.
Mit Stand 2025 sind sechs Stätten in der Tentativliste von Kambodscha eingetragen, die letzten Eintragungen erfolgten im März 2020. Die folgende Tabelle listet die Stätten in chronologischer Reihenfolge nach dem Jahr ihrer Aufnahme in die Tentativliste.
| Bild                                                   | Bezeichnung                                            | Jahr | Typ | Ref. | Beschreibung |
| ------------------------------------------------------ | ------------------------------------------------------ | ---- | --- | ---- | --- |
| Phnom Kulen: Archäologische Stätte von Mahendraparvata | Phnom Kulen: Archäologische Stätte von Mahendraparvata | 2020 | K   | 6460 | Stand bereits seit 1992 auf der Tentativliste. |
| Stätten Angkor Borei und Phnom Da                      | Stätten Angkor Borei und Phnom Da                      | 2020 | K   | 6455 | umfasst Angkor Borei, die ehemalige Hauptstadt des Königreichs Funan, und den etwa drei Kilometer außerhalb der Stadt liegenden archäologischen Fundplatz Phnom Da. Stand bereits seit 1992 auf der Tentativliste. |
| (weitere Bilder)                                       | Antike Stadt Udong (Lage)                              | 2020 | K   | 6459 | Stand bereits seit 1992 auf der Tentativliste. |
| (weitere Bilder)                                       | Beng Malea Tempel                                      | 2020 | K   | 6457 | Stand bereits seit 1992 auf der Tentativliste. |
| (weitere Bilder)                                       | Antiker Komplex von Preah Khan Kompong Svay            | 2020 | K   | 6462 | Stand bereits seit 1992 auf der Tentativliste. |
| (weitere Bilder)                                       | Archäologischer Komplex von Banteay Chhmar             | 2020 | K   | 6456 | Stand bereits seit 1992 auf der Tentativliste. |

### Ehemalige Welterbekandidaten
Diese Stätten standen früher auf der Tentativliste, wurden jedoch wieder zurückgezogen oder von der UNESCO abgelehnt. Stätten, die in anderen Einträgen auf der Tentativliste enthalten oder Bestandteile von Welterbestätten sind, werden hier nicht berücksichtigt.
| Bild                           | Bezeichnung                    | Jahr | Typ | Ref. | Beschreibung |
| ------------------------------ | ------------------------------ | ---- | --- | ---- | ------------ |
| Ensemble von Banteay Prei Noko | Ensemble von Banteay Prei Noko | 1992 | K   | 69   |              |